# Kościół św. Jana Ewangelisty w Wels
Kościół św. Jana Ewangelisty w Wels – rzymskokatolicki kościół farny w austriackim mieście Wels.

## Historia
Pierwsza wzmianka o kościele pochodzi z 888 roku, pierwotnie poświęcony był św. Janowi Chrzcicielowi. W XIV zmieniono wezwanie świątyni, nowym patronem został św. Jan Ewangelista. W 1851 roku zainstalowano neobarokowy hełm wieży, który został odnowiony w 2019 roku wraz z osprzętem dzwonów kościelnych.

## Architektura
Świątynia gotycka, trójnawowa, o układzie bazylikowym. W nawach znajdują się sklepienia krzyżowo-żebrowe, których żebra są nieotynkowane, wykonane z kamienia. Na emporze znajdują się modernistyczne organy z pomalowaną na czerwono szafą organową.

## Galeria

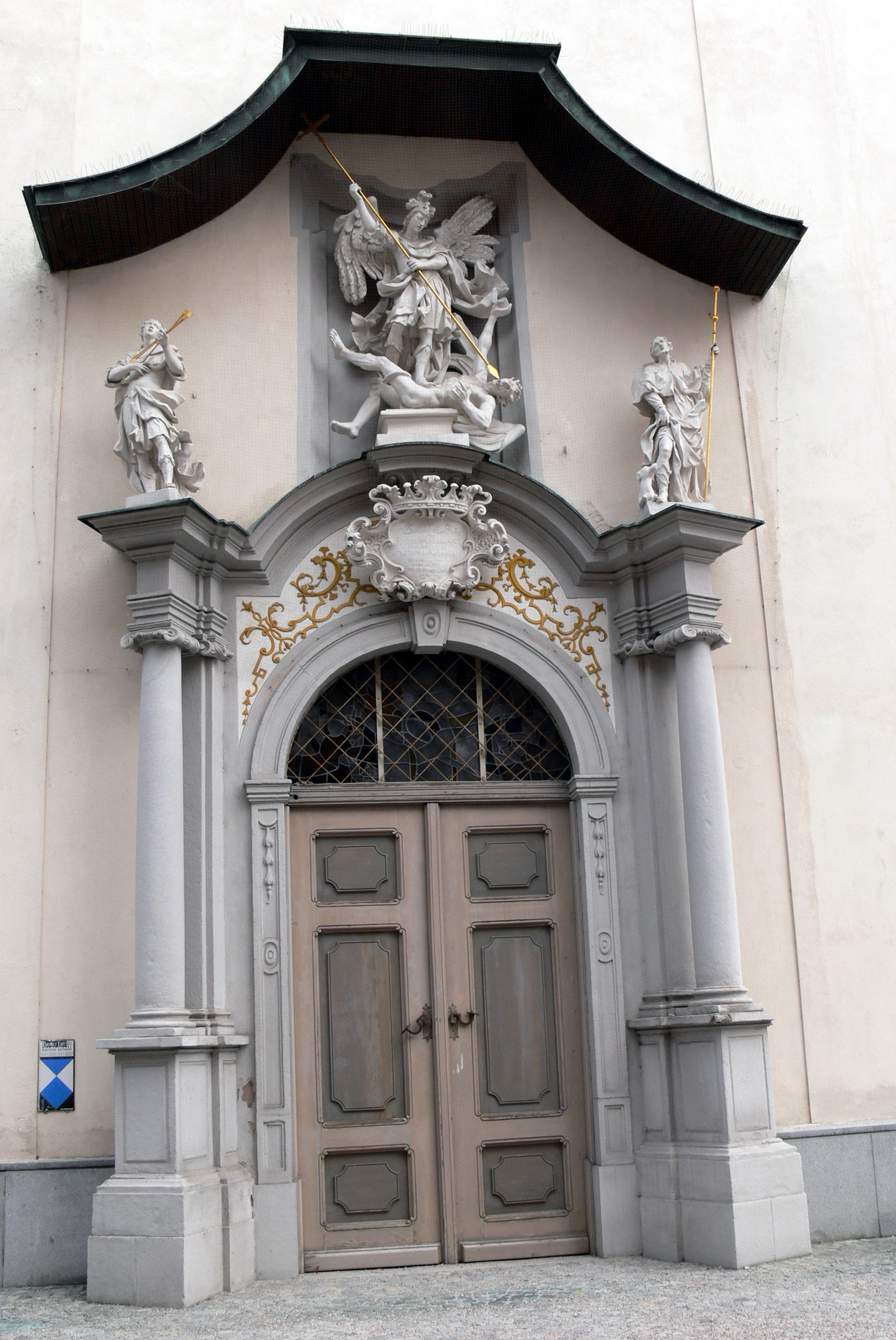
Wejście główne
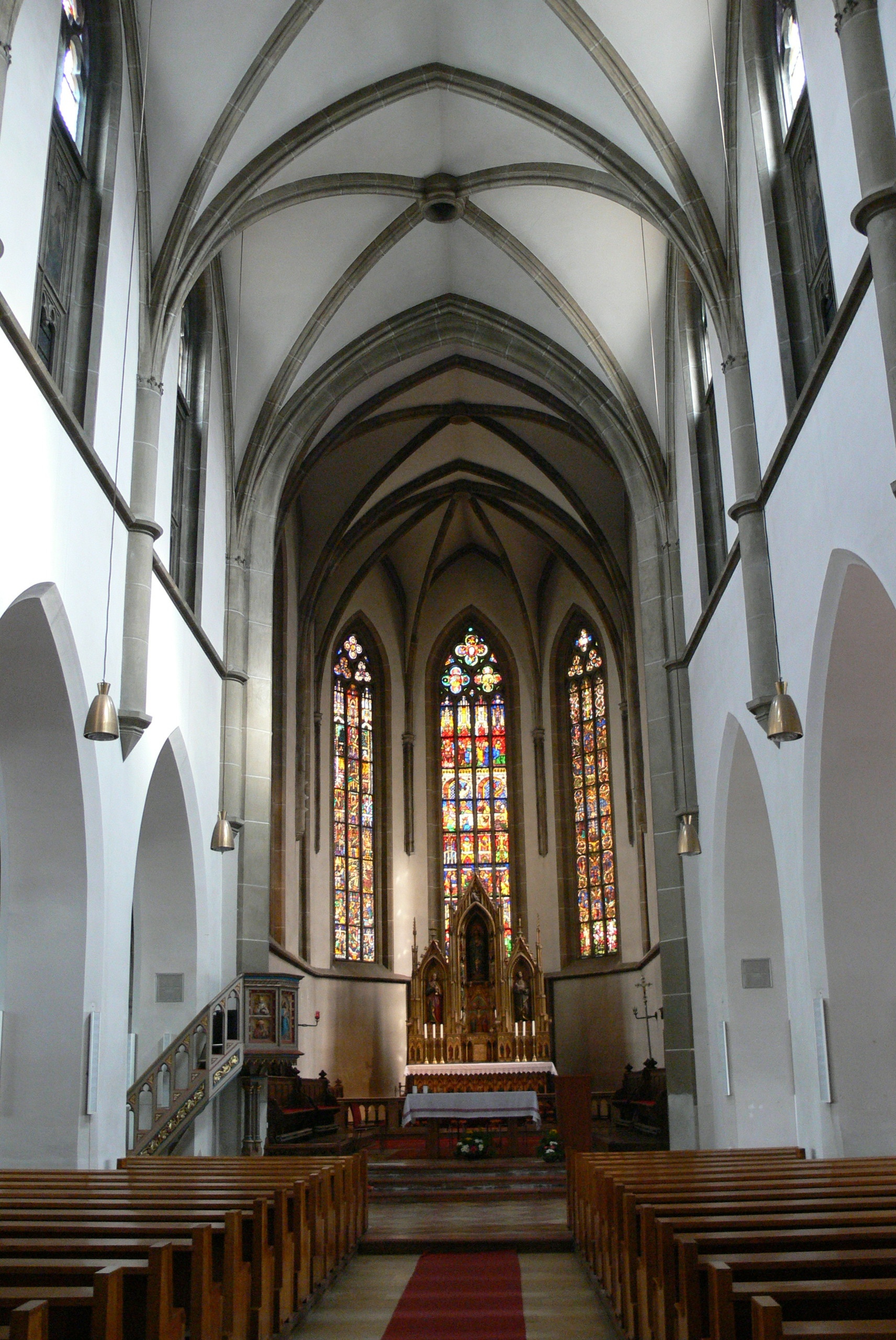
Nawa główna
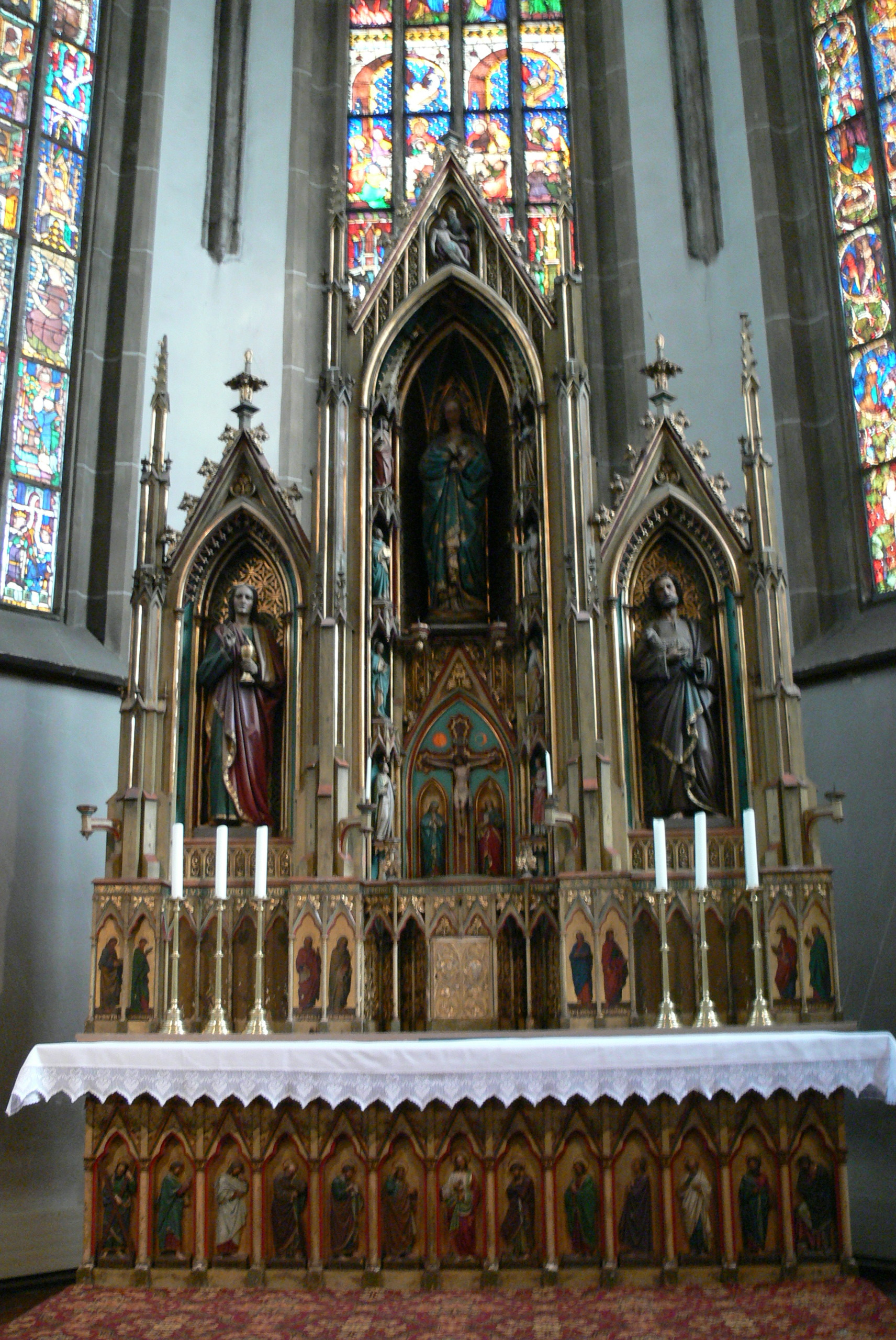
Ołtarz główny
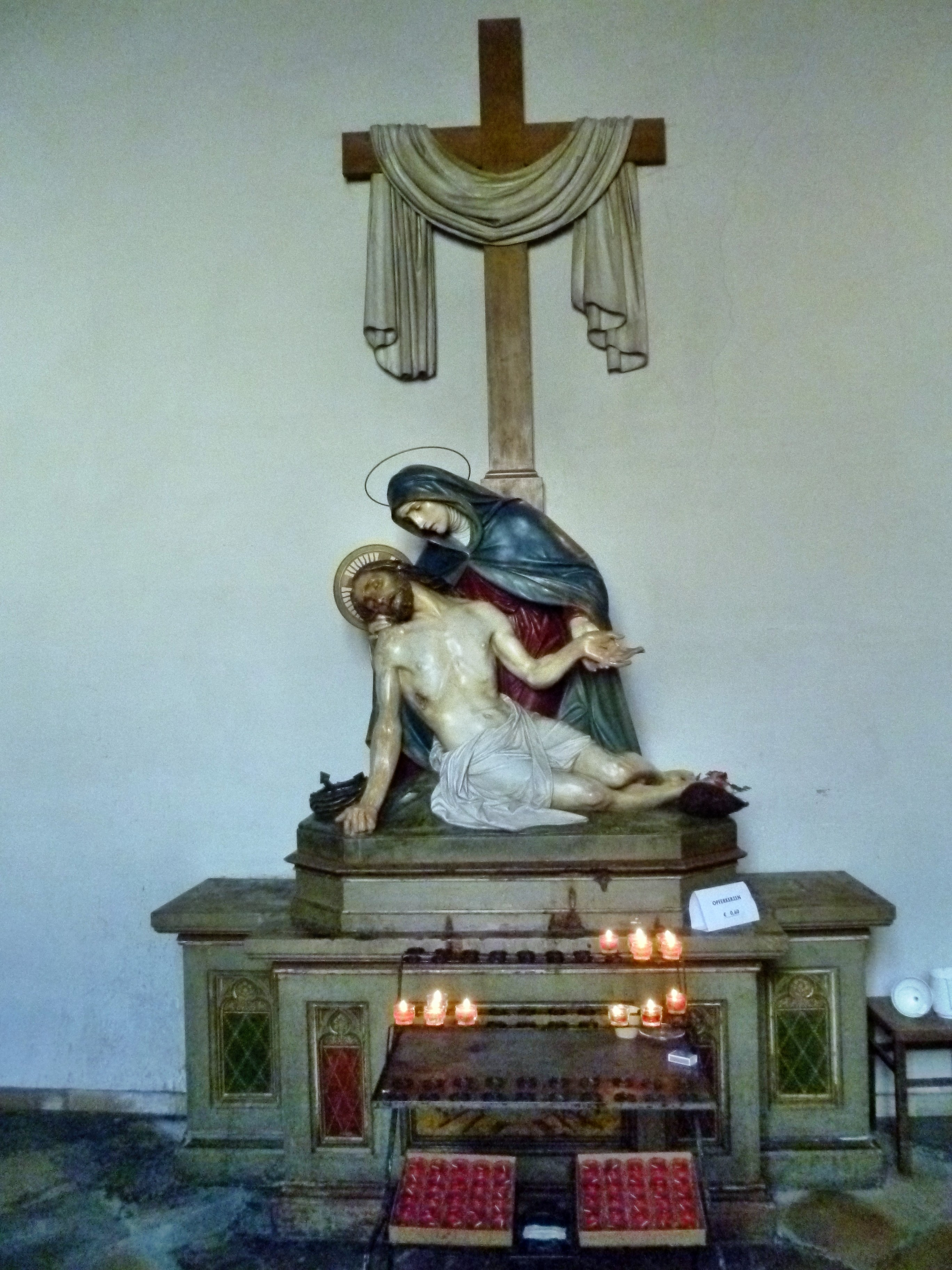
Pietà
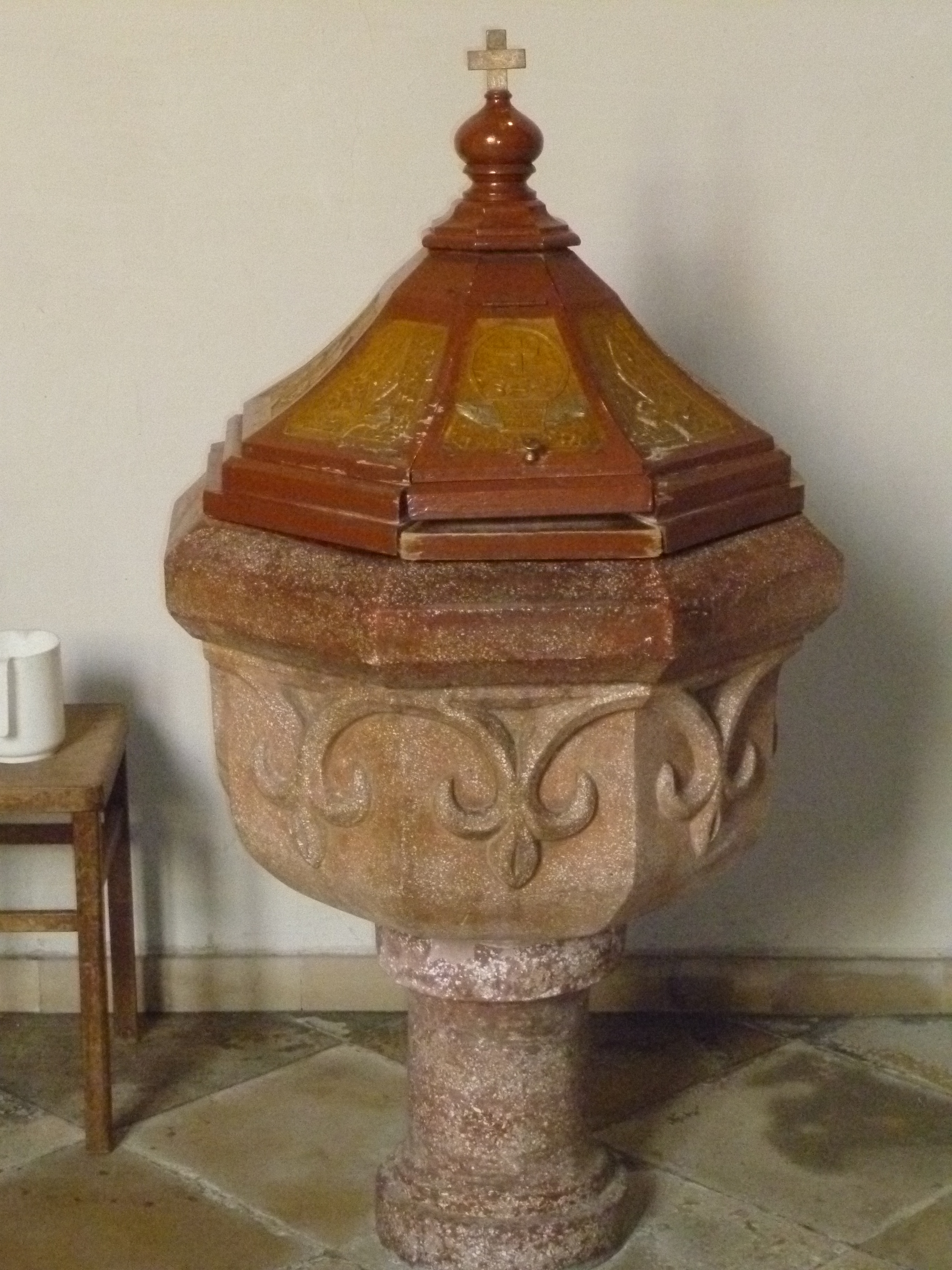
Chrzcielnica